# Hóšea
Hóšea (hebrejsky: הוֹשֵׁעַ‎, Hošea), v českých překladech Bible přepisováno též jako Ozeáš či Ozee, byl posledním a v pořadí devatenáctým králem Severního izraelského království. Jeho jméno se vykládá jako „Hospodin vysvobodil“. Dle názoru moderních historiků a archeologů vládl asi v letech 732 až 724 př. n. l. Podle kroniky Davida Ganse by však jeho kralování mělo spadat do let 3187–3205 od stvoření světa neboli do rozmezí let 575–556 před naším letopočtem, což odpovídá 18 letům, kde se ale podle Druhé knihy králů počítá jako jeho vláda pouze 9 konečných let, a sice od vzpoury proti asyrskému králi Šalmaneserovi až do zničení Samaří asyrským králem Sargónem a vyhnání deseti izraelských kmenů mimo své území. Podle Ralbaga nebyla první polovina 18leté vlády Hošey „kralováním v pravém smyslu slova, poněvadž byl jen jakoby soudcem nebo knížetem, dosazeným asyrským králem“.
Hóšea byl synem jistého Ély. Trůn uchvátil poté, co zosnoval spiknutí proti svému předchůdci Pekachovi, kterého ubil k smrti. Podle všeho jednal s podporou asyrské moci, takže ihned začal platit asyrskému králi tribut. Když si ale uvědomil, že jej tato podpora stojí příliš mnoho, začal hledat pomoc v Egyptě. Když pak přestal platil tribut, vyprovokoval asyrského krále k reakci, jehož výsledkem bylo zničení Severního izraelského království. Obyvatelstvo, které zbylo, bylo ve shodě s asyrskou politikou přestěhováno do Mezopotámie a Médie, a na jejich místo byl přiveden lid z Babylónu a jiných míst tehdejší asyrské říše, který je nyní znám pod označením Samaritáni. Izraelští přesídlenci, kteří si zachovali víru v Hospodina, později zřejmě splynuli s judskými zajatci, kteří byli po pádu Judského království odvedeni do Babylonie a kteří byli označováni jako Židé. O osudu samotného Hóšey chybí bližší informace.
| Králové Izraelského království | Králové Izraelského království | Králové Izraelského království |
| ------------------------------ | ------------------------------ | ------------------------------ |
| Předchůdce: Pekach             | 732–724 př. n. l. Hóšea        | Nástupce:                      |